# Abdias do Nascimento
Abdias do Nascimento (Franca, 14 marzo 1914 – Rio de Janeiro, 24 maggio 2011) è stato un politico e artista brasiliano.

## Biografia
Dopo una infelice esperienza nell'esercito (1930-1934), nel 1938 si laurea in Economia presso l'Università Federale di Rio de Janeiro. In seguito consegue altre due lauree presso l'Istituto Avanzato di Studi Brasiliani (1957) e l'Istituto Oceanografico (1961). In seguito ad alcuni viaggi nel Sudamerica, Nascimento compone alcune opere poetiche rimaste celebri e inizia ad interessarsi di arte drammatica. Tornato a Rio, fonda il Black Experimental Theater nel 1944. Diventato leader del movimento nero del Brasile, nel 1968 è costretto all'esilio dal regime militare vigente in quegli anni.

### L'esilio
Dal 1968 al 1981, Nascimento è molto attivo nel movimento Panafricano, divenendo vicepresidente e coordinatore del Terzo Congresso della Cultura nera nelle Americhe. Nel decennio successivo occupa prestigiosi incarichi accademici tra cui quello di Professore della Scuola di Drammaturgia dell'Università Yale, dell'università di Buffalo e dell'università dello Stato di New York.

### Il ritorno in Brasile
Tornato in Brasile nel 1983, è eletto presso la Camera dei Deputati dove si è potuto occupare di diversi problemi razziali; è stato il primo Deputato di colore di tutto il Brasile.
Eletto al senato federale del Brasile nel 1994 rimane in carica fino al 1999. Nel 2004 è tra i candidati per il Premio Nobel per la pace.
È deceduto a 97 anni, nella mattina del 24 maggio 2011 a Rio de Janeiro.

## Principali pubblicazioni
- "Africans in Brazil: a Pan-African perspective" (1997)
- "Orixás: os deuses vivos da Africa" (Orishas: the living gods of Africa in Brazil) (1995)
- "Race and ethnicity in Latin America - African culture in Brazilian art" (1994)
- "Brazil, mixture or massacre? essays in the genocide of a Black people" (1989)
- "Sortilege" (black mystery) (1978)
- "Racial Democracy in Brazil, Myth or Reality?: A Dossier of Brazilian Racism" (1977)

## Filmografia
- Homem do Sputnik, O (1959)
- Cinco vezes Favela (1962)
- Terra da Perdição (1962)
- Cinema de Preto (2005)